# سمور آبی بی‌پنجه دماغه
سمور آبی بی‌پنجه دماغه (نام علمی: Aonyx capensis capensis) نام یک زیرگونه از گونه شنگ بی‌پنجه آفریقایی است. این زیرگونه در کشورهای آفریقای سیاه یافت می‌شود. سمورآبی بی‌پنجه دماغه دارای بدنی است به طول ۷۲–۹۱سانتی‌متر با وزنی در حدود ۱۲–۲۱کیلوگرم. لب‌های پایینی، قسمت‌هایی از صورت، گردن، گلو و چشم‌ها و گوش‌ها همگی سفید رنگ می‌باشند. چشم‌ها و گوش‌ها در این زیرگونه کوچک است.
سمورآبی بی‌پنجه دماغه در آفریقای جنوبی، اتیوپی تا شرق سنگال در غرب آفریقا دیده می‌شود. این گونه را معمولاً می‌توان در گینه، کنیا، لیبریا، مالاوی، مورامبیک، تانزانیا، زئیر و زیمبابوه یافت.